# Щёлково-3
Щёлково-3 — микрорайон города Щёлково Московской области России, бывший военный посёлок Чкаловский для проживания семей военных лётчиков, инженерного и обслуживающего персонала ВКС России и космонавтов. Последние впоследствии были переселены в расположенное рядом ЗАТО «Звёздный городок». 

## География
Расположен в 16 км к северо-востоку от города Москвы, на реке Клязьме.

## Население
В 1939 году имел население 2,8 тыс. жителей, включён в состав города Щёлково 8 августа 1959 года.

## Инфраструктура
Детские сады: «Незабудка», «Колокольчик», «Солнышко», «Березка», «Малышок».
Систему образования микрорайона составляют 3 школы начального и среднего образования (№ 11, № 12, № 14).
В настоящее время функционирует Щелковская городская поликлиника № 3 со взрослым и детским отделениями, несколько частных стоматологических кабинетов.

## Транспорт
В микрорайоне расположены железнодорожная станция Чкаловская (ранее Радиоцентр, ранее Томская), платформа Гагаринская линии Мытищи — Монино Ярославского направления. Граничит с военным аэродромом Чкаловский (Щёлково-10), расположен у Щелковского шоссе (трасса А-103).